# Quadt

Stammwappen derer von Quadt

Quadt ist der Name eines niederrheinischen Uradelsgeschlechts mit dem Stammhaus Blee bei Monheim, das mit dem Ritter Sybodo de Blegge 1262 urkundlich erscheint. Das Geschlecht verzweigte sich in mehrere Linien. Die seit 1752 gräfliche und reichsunmittelbare Linie zu Wickrath und Isny, seit 1901 gefürstet, zählt zum Hochadel.

## Geschichte

### Herkunft
Ältester nachgewiesener Angehöriger mit dem Namen des Geschlechts war Ritter Peter der Quade – sein Name leitet sich nicht von einem Ort her, sondern von quad (mnd.) = kwaad (ndl.) = schlimm, schlecht, böse –, der ab 1256 in Urkunden genannt wird. 1313 wird Johann genannt der Quade, Vogt zu Windeck, erwähnt.

### Ausbreitung und Linien
Ritter Wilhelm II., er lebte um 1400, war der Stammvater der Linien zu Buschfeld, Wickrath (auch Wykradt) und Landskron. Die Linie Buschfeld (ansässig auf Haus Buschfeld seit 1447) erlosch 1757 und die Linie Landskron (von 1450 bis 1622 auf der Reichsburg Landskron ansässig), erlosch 1765. Zweige gab es zu Alsbach, Kreuzberg, Rode (Burg Schönrath) und Zoppenbroich.

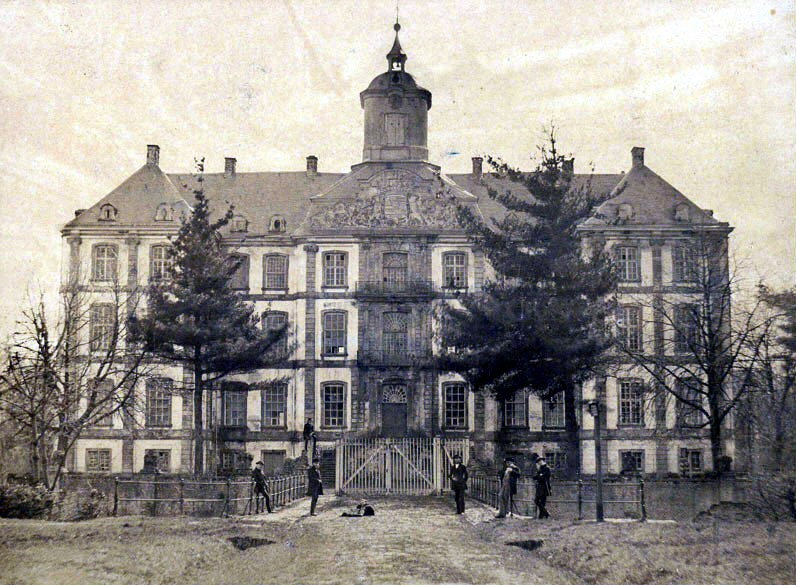
Schloss Wickrath (1859)

Die Witwe von Wilhelm IV., Sophie, eine geborene von Burscheid, heiratete in zweiter Ehe Heinrich von Hompesch, der 1498 in Ermangelung eigener männlicher Nachkommen die reichsunmittelbare Herrschaft Wickrath seinen Stiefsöhnen Dietrich, Adolf und Stephan Quadt abtrat. Daraufhin erfolgte am 15. Juli 1502 die kaiserliche Belehnung und die Aufnahme des Geschlechts in das westfälische Reichsgrafenkollegium, ohne dass es dabei auch in den Reichsgrafenstand erhoben wurde. Mit der Übertragung eines reichsunmittelbaren Territoriums und der Aufnahme in das westfälische Reichsgrafenkollegium erlangte dieser Zweig des Geschlechtes die Reichsstandschaft und gehörte – anders als andere Zweige des Geschlechts – fortan zum Hohen Adel, der schließlich durch die formelle Erhebung in den Reichsgrafenstand 1752 befestigt wurde. Die ebenfalls reichsunmittelbare Grafschaft Reckheim erwarb 1564 Johann Quadt, Herr zu Wickrath durch Heirat, tauschte sie aber 1590 gegen anderen Besitz. Wilhelm Otto Friedrich von Quadt zu Wickrath und Schwanenberg ließ ab 1746 anstelle einer abgebrannten Burg das barocke Schloss Wickrath neu erbauen.
Neben dieser reichsständischen Linie gibt es bis heute eine nicht zum Hohen Adel gehörende freiherrliche Linie Quadt-Wyckrath-Hüchtenbruck. Die Familie von Hüchtenbruck starb 1716 mit Albert Georg im Mannesstamm aus. Zuvor hatte er den Sohn seiner ältesten Tochter Sybilla, Wilhelm Albrecht von Quadt zu Wickrath a. d. H. Zoppenbroich, als Erben eingesetzt. An die Erbschaft war die Bedingung geknüpft, dass Wilhelm Albrecht seinen Namen und sein Wappen mit denen der Hüchtenbrucks vereinte, was dieser 1706 tat. Zum Erbe gehörte das Hüchtenbruck'sche Schloss Gartrop, das bis 1805 im Besitz der Familie Quadt blieb. Wilhelm Karl Freiherr von Quadt-Wykradt-Hüchtenbruck (1732–1805), Herr zu Gartrop, Hövelen, Galen und Brühl, Erbmarschall des Herzogtums Kleve und Direktor der klevischen Stände, erhielt 1786 ein kgl. preußisches Grafendiplom. Andere Zweige, z. B. Bögge, verblieben im Freiherrenstand.
Mitglieder des Geschlechts waren Erb- und Landhofmeister des Herzogtums Geldern und Erbdroste der Grafschaft Zütphen infolge der 1568 erfolgten Heirat Dietrichs II. Quadt zu Wyckradt mit Maria von Flodrop zu Leuth.
Zeitweise im Besitz der Quaden/Quadt waren ferner Schloss Strauweiler (14. und 15. Jh.), Haus Bilkrath (1. Hälfte 15. Jh. bis 1596) und Burg Fischenich (1611–1725). Schwanenberg gehörte als Zubehör zur Herrschaft Wickrath. Die Linie auf Haus Buschfeld erweiterte ihren Besitz beträchtlich um: Bettendorf und Nothberg (mit der Nothberger Burg), Haus Iddelsfeld in Holweide, den Thurner Hof, Londorf, Meschenich, Lindweiler, Esch bei Köln, Burg Konradsheim, Burg Niederberg (erworben 1739 von Johann Sigismund Quadt von Buschfeld), ferner um Höfe zu Pafflich, zu Düstorff und Poll, Weingärten zu Embken und Ödekoven und Kellereien zu Wilhelmstein und Wassenberg. Die Linie zu Landskron war von Lutter Quad zu Isengarten und Hardenberg, einem Sohn des Wilhelm Quadt zu Wickrath, begründet worden, der 1441 Elisabeth von Saffenberg, Miterbin von Landskron und Tomberg, heiratete. Ihr Sohn Wilhelm verkaufte 1466 seinen Anteil an Burg Schönrath. Auch Myll und Oberwinter gehörten zum Besitz der Linie, Sophia von Pallandt brachte um 1550 Burg Flamersheim an ihren Ehemann Lutter Quadt, der im Auftrag seines Landesherrn Friedrich III. von der Pfalz in Oberwinter und seinen anderen Besitzungen die lutherische Lehre einführte.

### Standeserhebungen
Das gesamte Geschlecht wurde 1620 durch kurfürstlich Kölnische Ausschreibung in den Reichsfreiherrenstand erhoben. Freiherr Wilhelm Otto Friedrich von Quadt zu Wykradt und Schwanenberg, der Erbauer von Schloss Wickrath, wurde von Kaiser Franz I. am 16. April 1752 in den Reichsgrafenstand erhoben. Durch die französische Besetzung der linksrheinischen Gebiete im Jahre 1796 gingen dem Haus die Herrschaften Wickrath und Schwanenberg verloren.

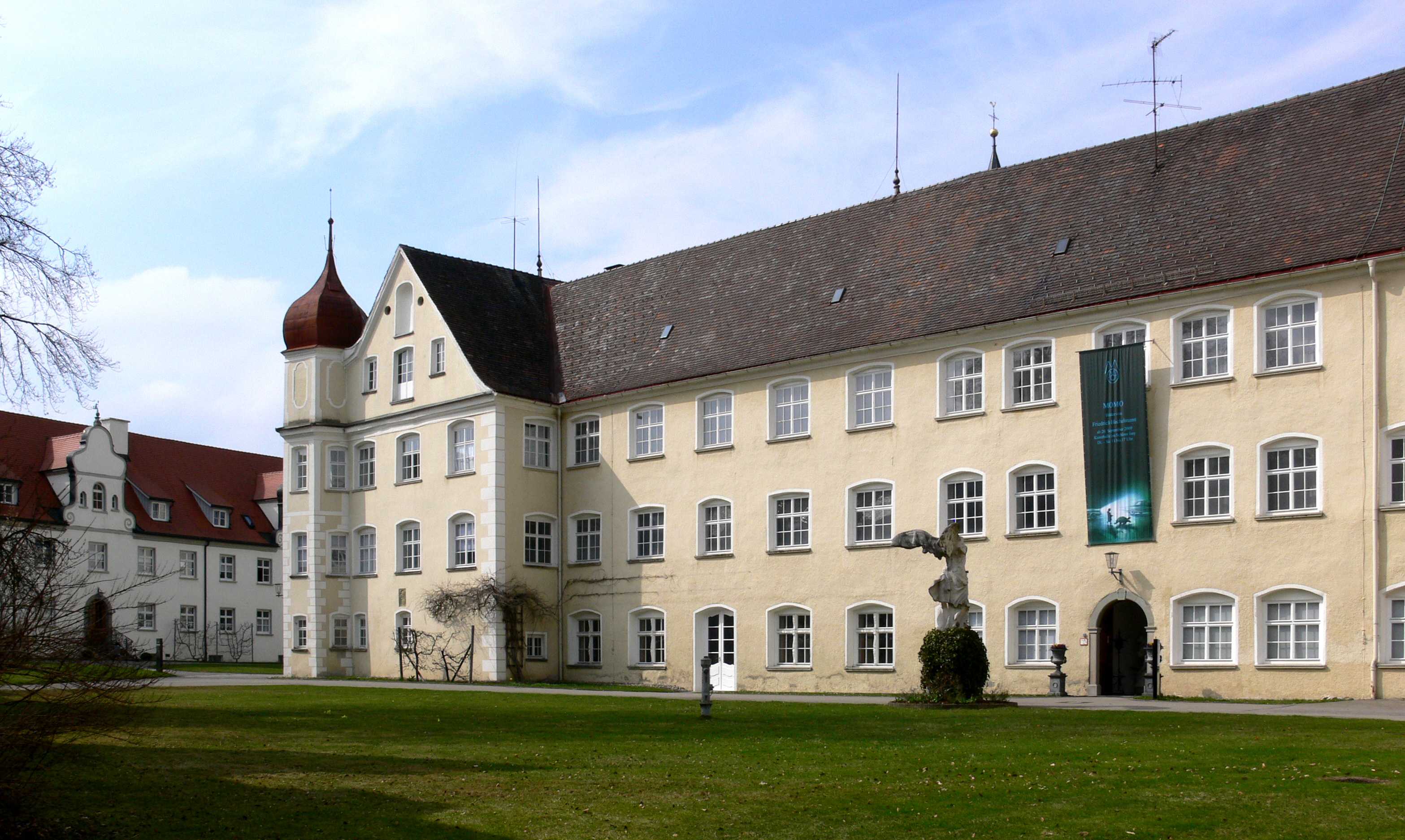
Reichsabtei St. Georg in Isny

Als Entschädigung wurde der Familie durch den Reichsdeputationshauptschluss 1803 die Freie Reichsstadt Isny in Schwaben und die Reichsabtei St. Georgen mit dem Titel Reichsgrafschaft Isny sowie eine ewige Rente von 11.000 Gulden auf Ochsenhausen gewährt. Durch die Rheinbundakte von 1806 wurde die Reichsgrafschaft Isny unter die Souveränität des Königreiches Württemberg gestellt. Das gräfliche Haus erhielt 1815 von der Bundesversammlung des Deutschen Bundes die standesherrlichen Rechte und 1829 das Prädikat Erlaucht. Am 12. März 1901 wurde Graf Bertram von Quadt zu Wykradt und Isny in den bayrischen Fürstenstand (Primogenitur) mit dem Prädikat Durchlaucht erhoben. Die württembergische Genehmigung zum Gebrauch des Fürstentitels erfolgte am 12. April 1901. Die bayerische Verleihung des Prädikats Erlaucht für die Nachgeborenen erfolgte am 7. März 1911. Die entsprechende Genehmigung durch das Königreich Württemberg wurde am 4. Mai 1912 erteilt. Der Fürst wurde erblicher Reichsrat. Die fürstliche Linie von Quadt zu Wykradt und Isny ist bis heute in Isny ansässig.

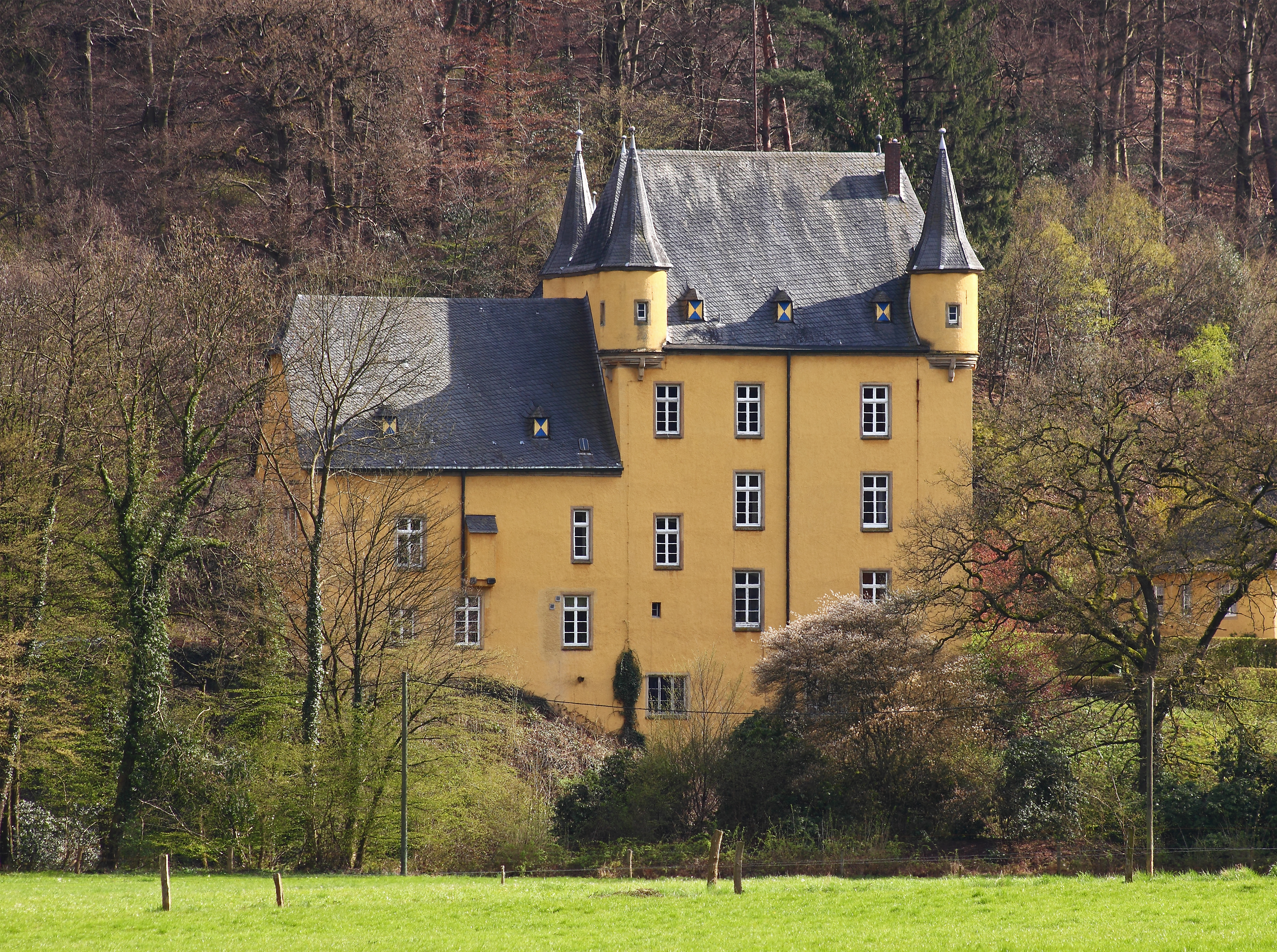
Schloss Strauweiler
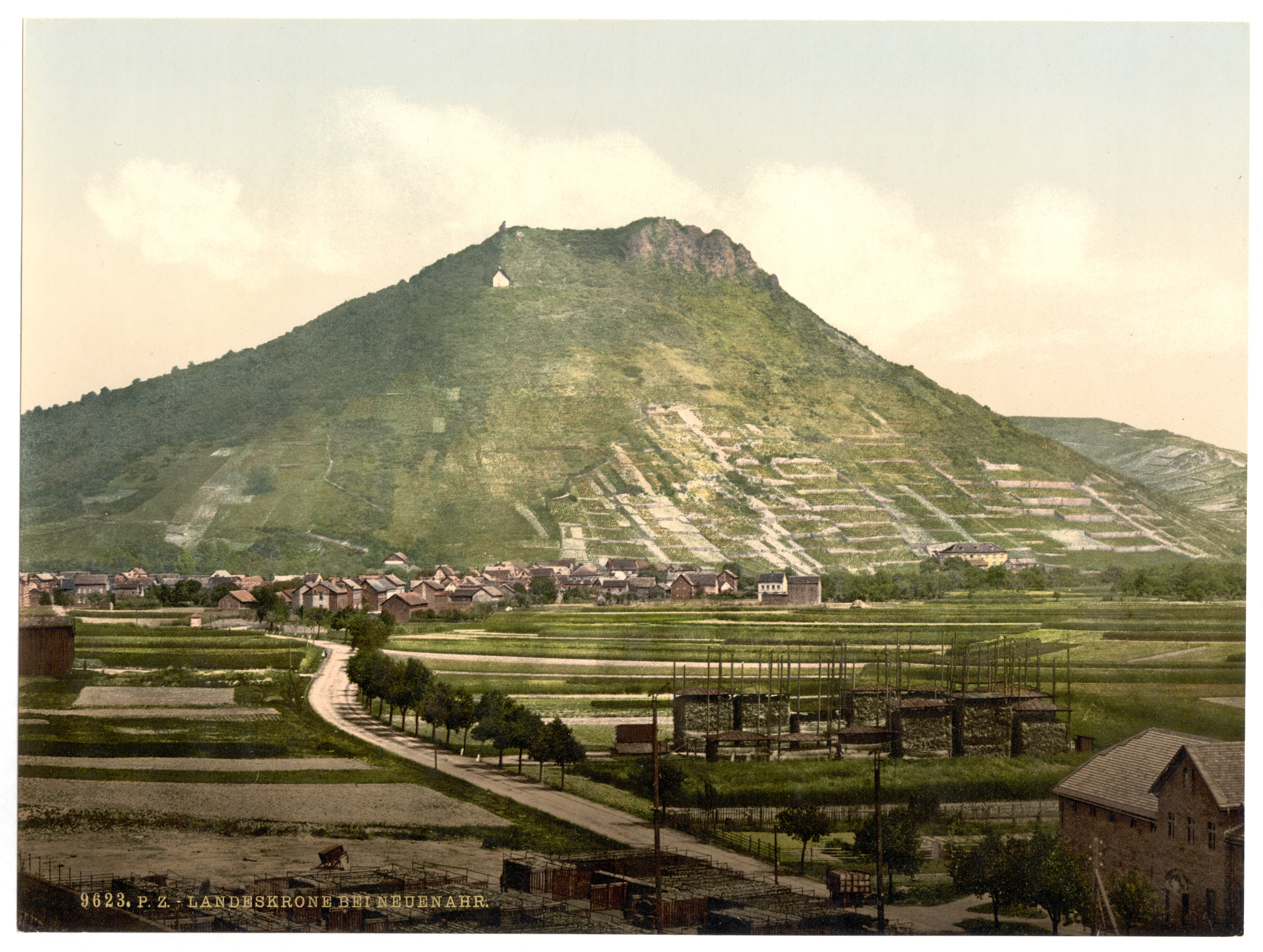
Der Burgberg der Reichsburg Landskron um 1900
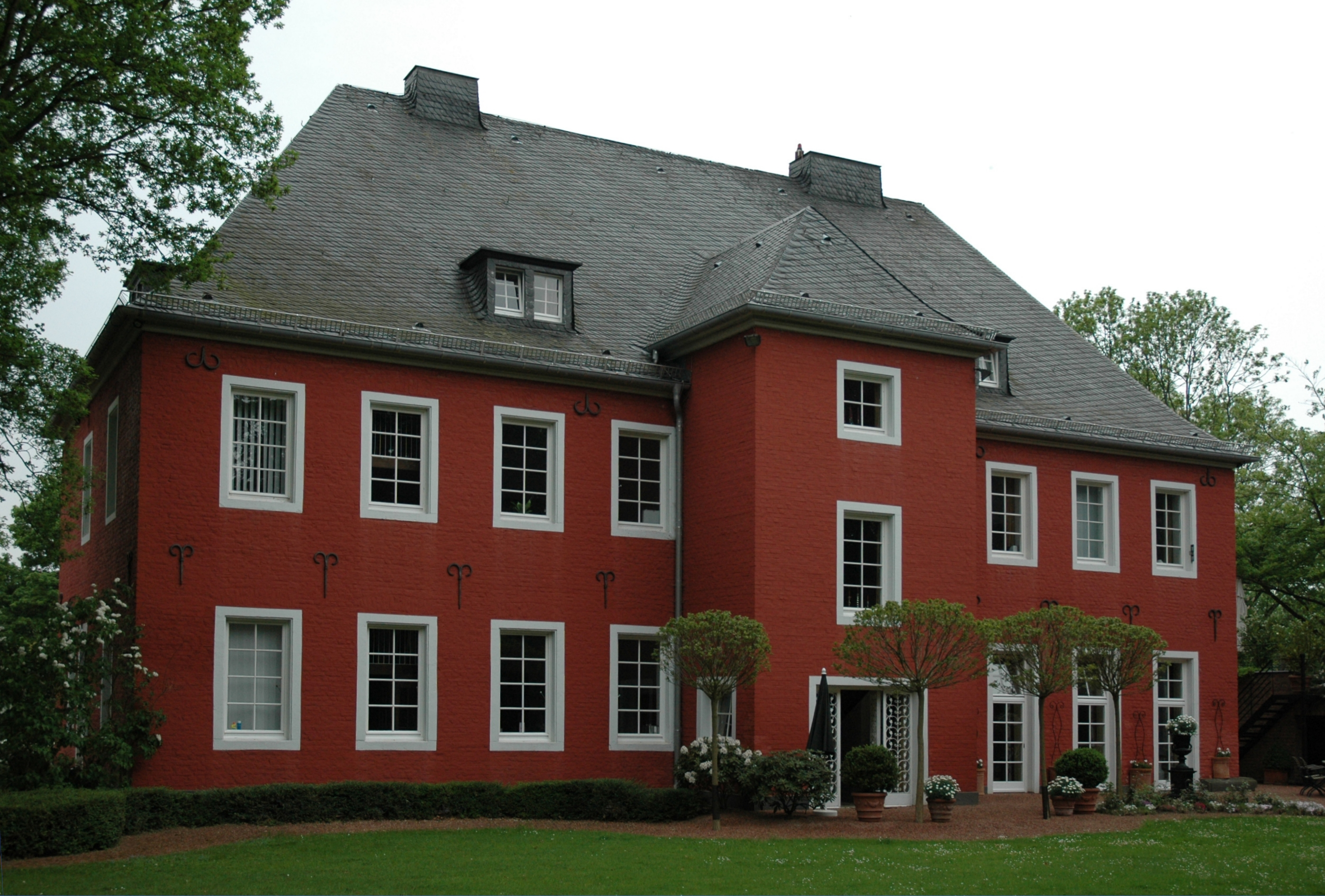
Haus Buschfeld
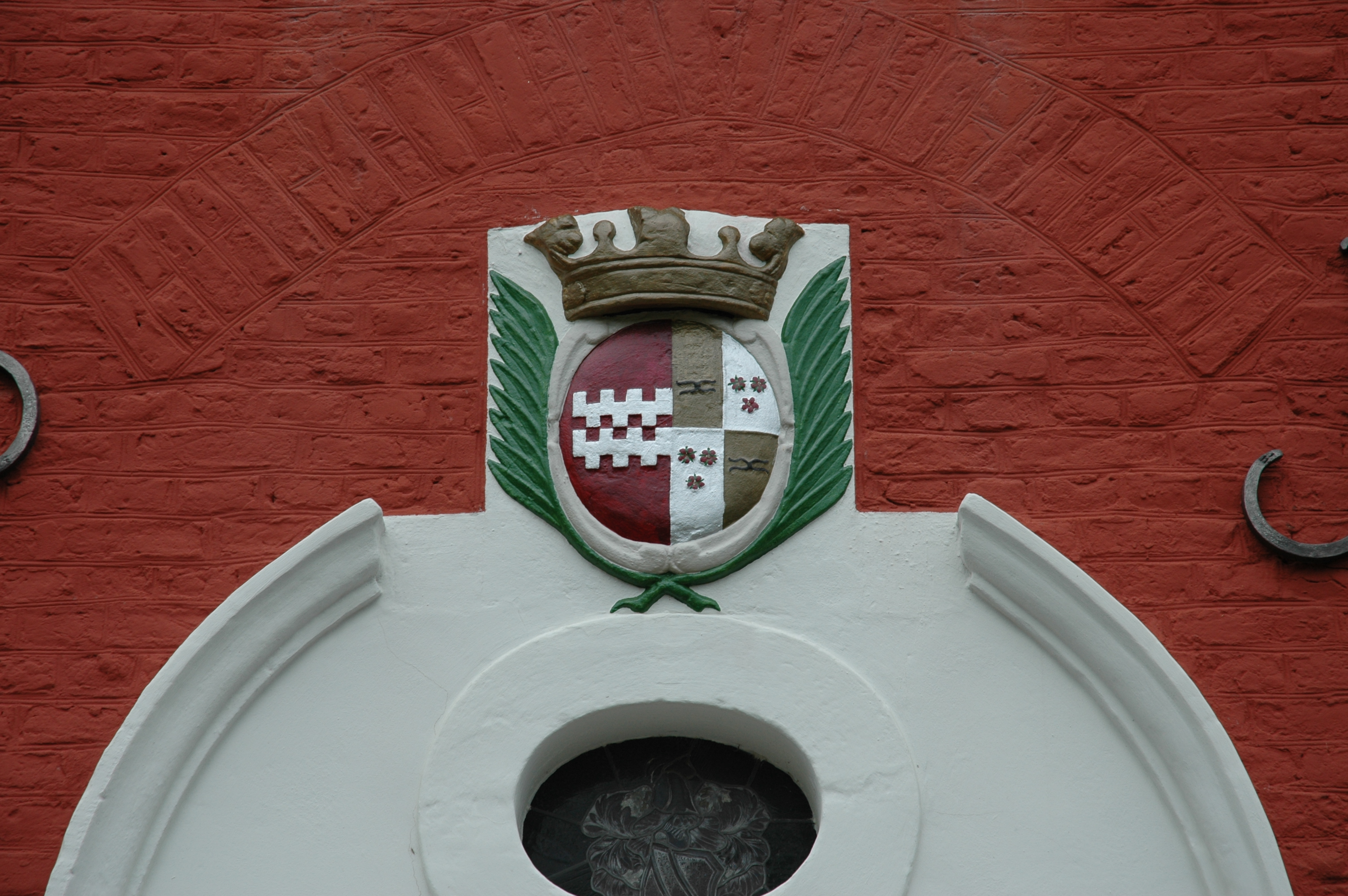
Allianzwappen der Familien Quadt-Buschfeld und Hatzfeld-Wildenburg-Schönstein über dem Portal von Haus Buschfeld
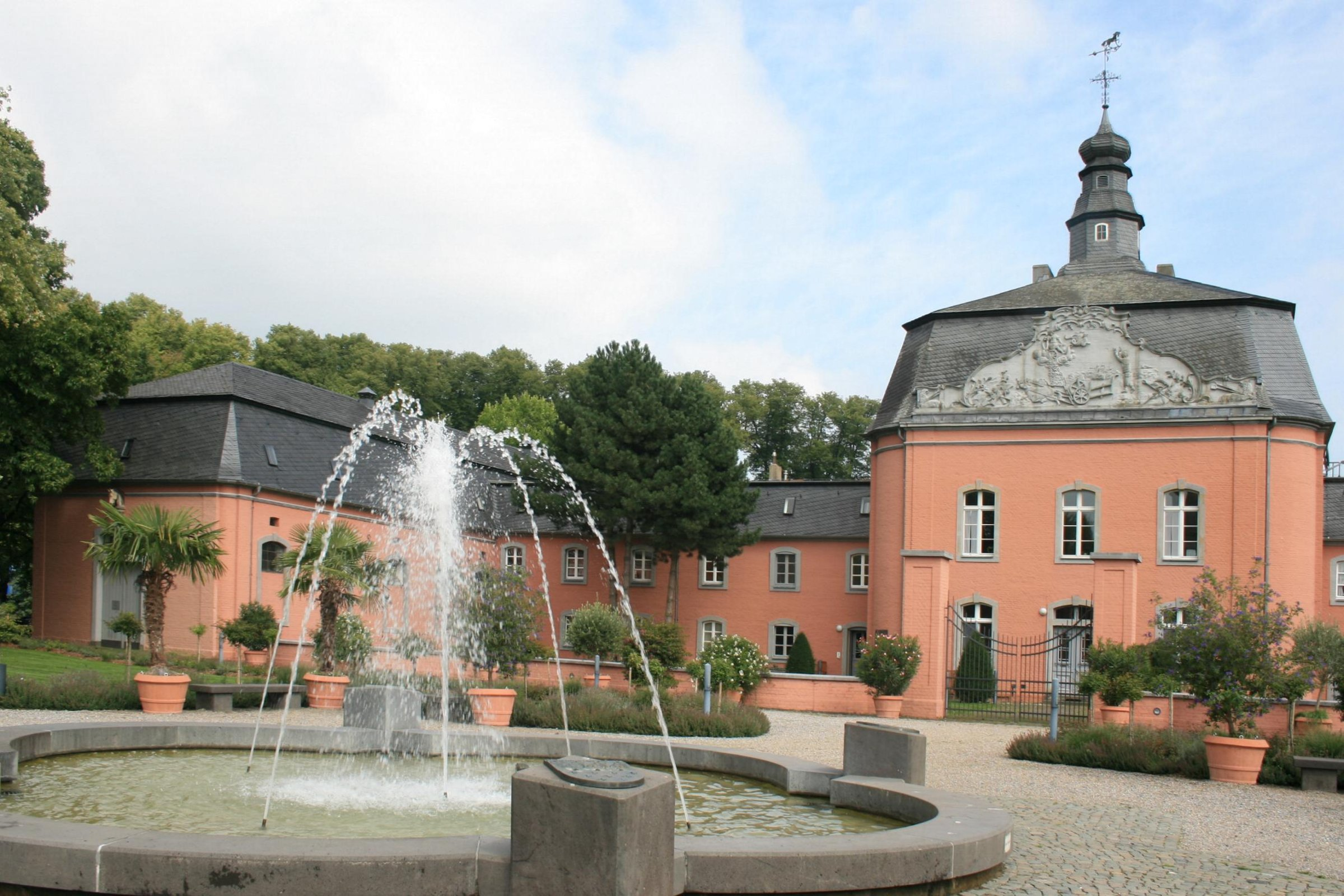
Ostflügel der Vorburg von Schloss Wickrath
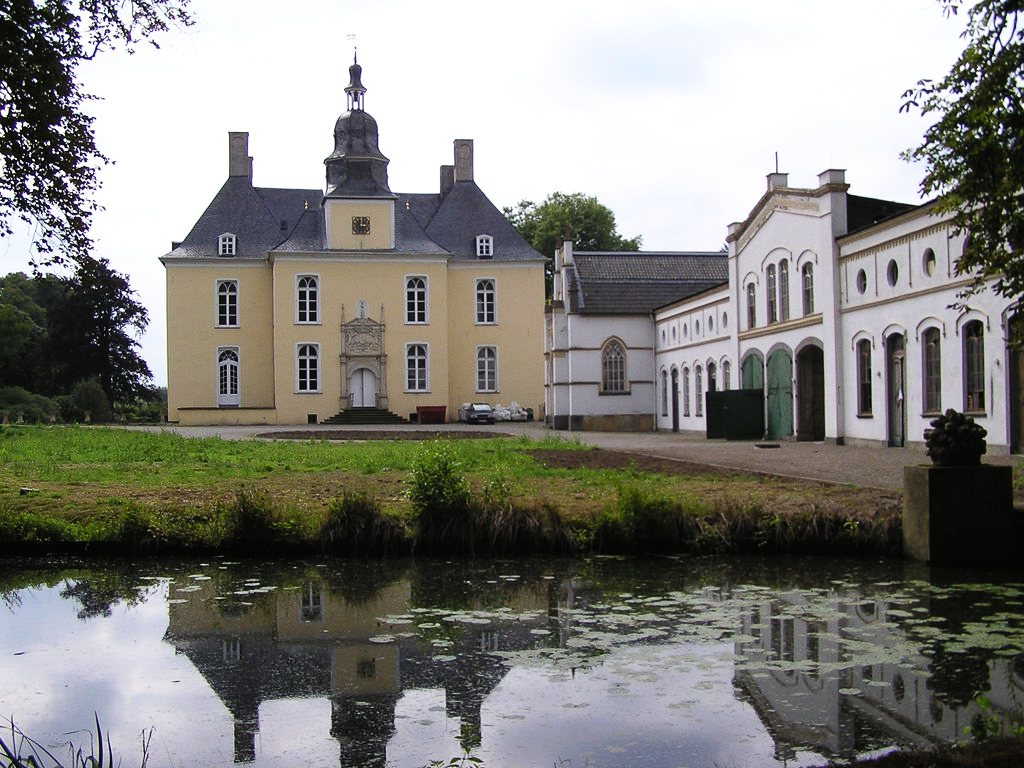
Schloss Gartrop
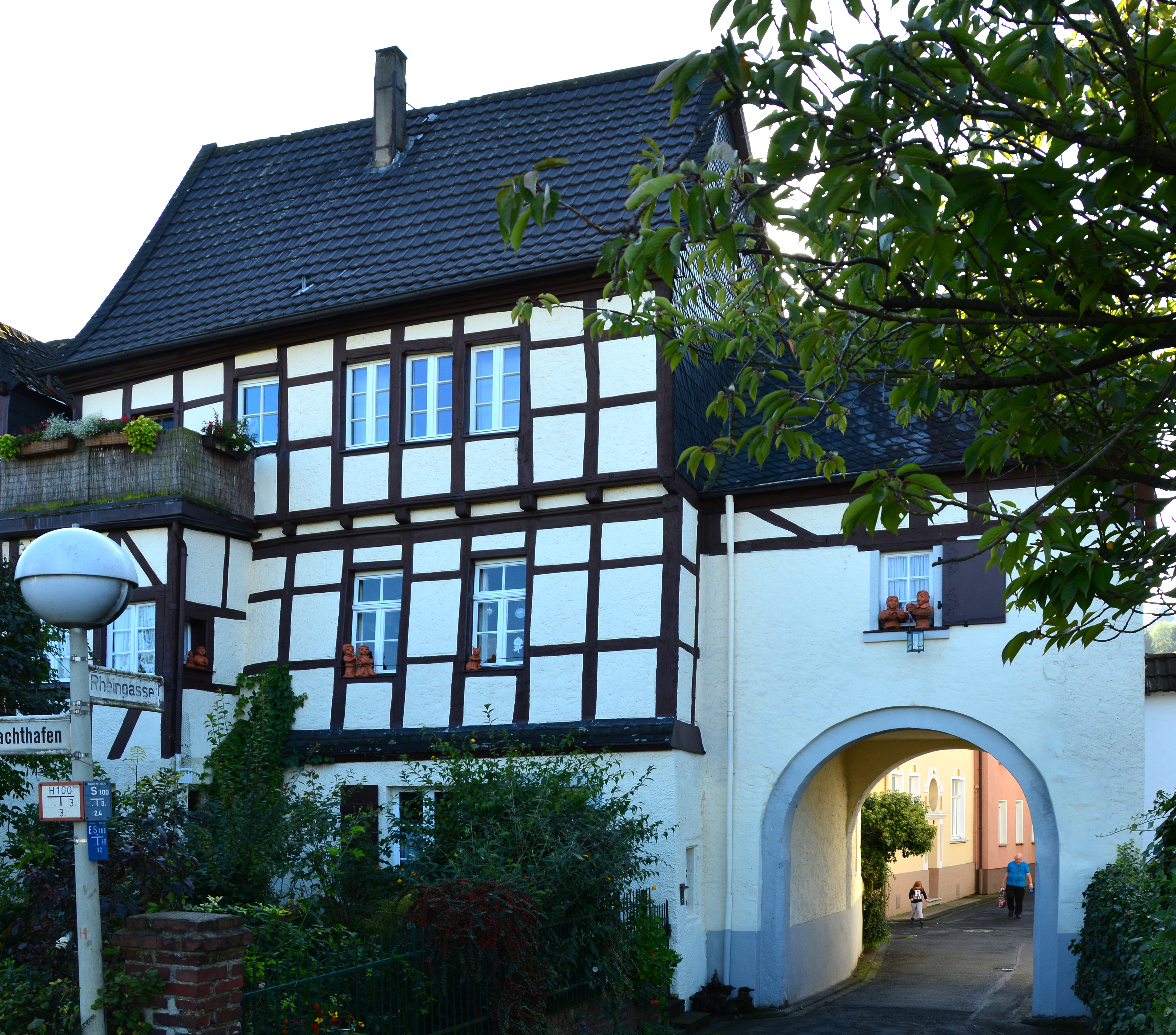
Das Burghaus in Oberwinter
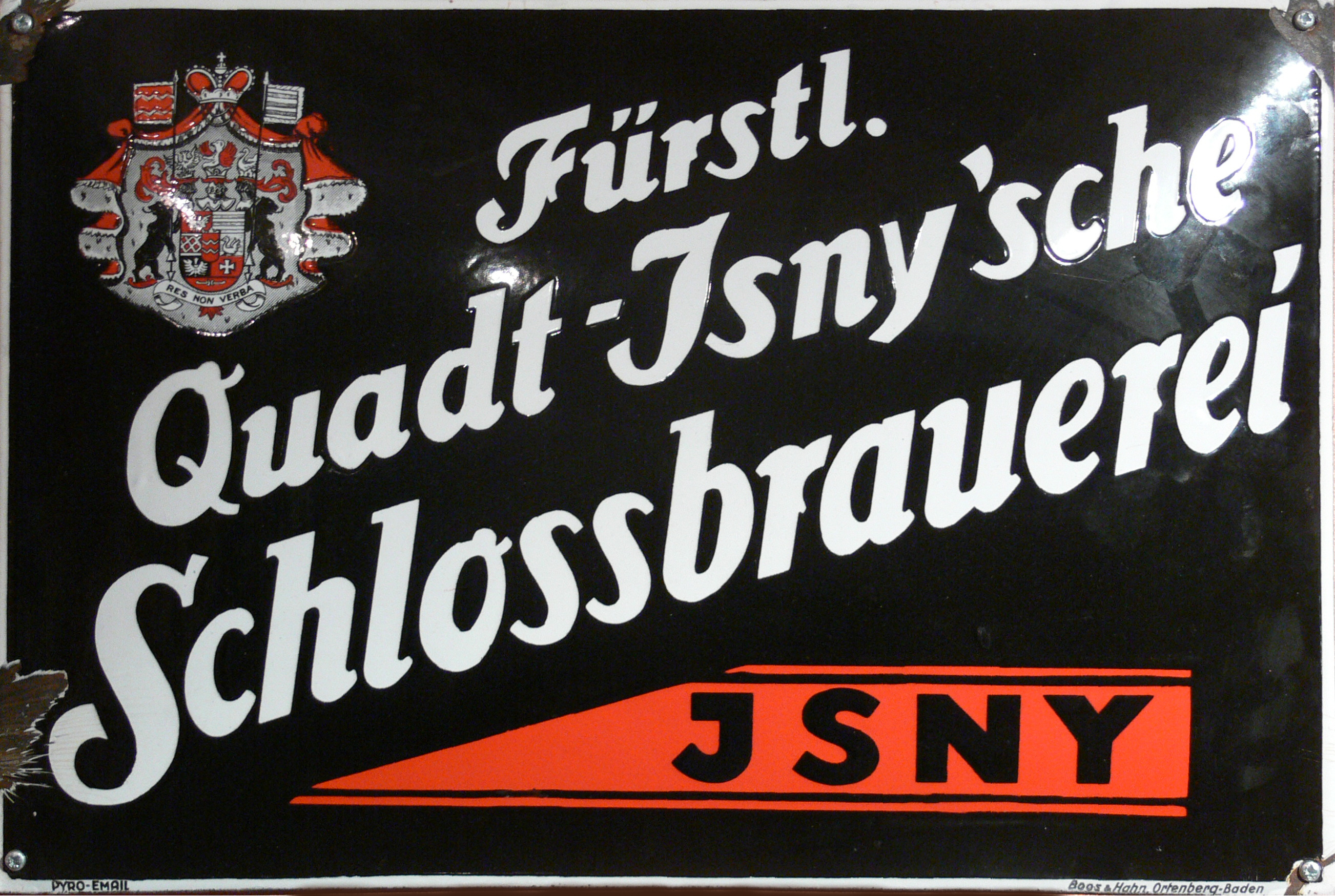
Werbeschild der Fürstlich Quadt-Isnyschen Schlossbrauerei, 20. Jahrhundert

## Wappen
Blasonierung des StammwappensIn Rot zwei silberne Wechselzinnenbalken. Auf dem Helm ist ein wachsender silberner Bär mit roten Flügeln, die mit den Wechselzinnenbalken des Schildes belegt sind. Die Helmdecken sind rot-silbern.
Blasonierung des Wappens derer von Quadt-Landskron
- Variante I: Quadriert. Felder 1 und 4 das Stammwappen, Felder 2 und 3 in Rot eine goldene Fürstenkrone. Auf dem Helm mit rot-silbernen Decken ein wachsender silberner Bär zwischen einem offenen roten Flug, belegt mit den zwei silbernen Wechselzinnenbalken.
- Variante II: Quadriert. Felder 1 und 4 das Stammwappen, Felder 2 und 3 in Gold ein in zwei Reihen von Rot und Silber geschachter Balken. Helmzier wie Variante 1.
- Variante III: Quadriert. Feld 1 das Stammwappen, Feld 2 in Rot eine goldene Fürstenkrone, Feld 3 in Gold ein in zwei Reihen von Rot und Silber geschachter Balken, Feld 4 in Blau ein goldener Schrägrechtsbalken, oben und unten von je drei goldenen Lilien begleitet. Auf dem Helm mit rot-silbernen Decken ein wachsender silberner Bär zwischen einem offenen roten Flug.
- Variante IV: Wie Variante 3, aber in Feld 4 anstatt der goldenen Lilien, goldene Wecken. Der Flug auf dem Helm zusätzlich mit den zwei silbernen Wechselzinnenbalken belegt.

Blasonierung des Wappens der Freiherren von Quadt-HüchtenbruckGeviert, Felder 1 und 4 das Stammwappen, Felder 2 und 3 in Gold ein aufspringendes schwarzes Einhorn. Zwei Helme: I. rot-silbern bewulstet und mit rot-silbernen Decken ein silberner wachsender Bär zwischen einem offenen roten Flug; II. schwarz-golden bewulstet und mit schwarz-silbernen Decken eine schwarze Säule, aus welcher oben in der Mitte ein silbernes Viereck ausgebrochen ist; die Säule trägt einen silbern-grünen Wulst, aus dem elf grüne Rohrkolben hervorgehen. Als Schildhalter rechts ein silberner Bär, links ein schwarzes Einhorn, auf grünem Boden stehend.
Blasonierung des Wappens der Grafen von Quadt-Wyckrath genannt HüchtenbruckGeviert mit Schildfuß. Felder 1 und 4 sowie 2 und 3 wie bei den Freiherren von Quadt-Hüchtenbrock. Der Schildfuß silbern, belegt mit einem blauen Balken, auf welchem drei silberne Schindeln nebeneinander liegen. Drei Helme: I. wie der Helm I. des Freiherrenwappens, II. gräflich gekrönt mit rechts rot-silbernen und links schwarz-goldenen Decken ein offener silberner Flug mit fünf roten Balken belegt, III. silbern-schwarz bewulstet mit schwarz-goldenen Decken ein goldener Turnierhut mit schwarzen Stulp, aus welchem acht nach oben gerichtete blaue Pfeile hervorgehen. Schildhalter wie das Freiherrenwappen.
Blasonierung des Wappens der Grafen von Quadt-Wyckrath zu Isny (gemäß Diplom vom 17. April 1752)Über einem roten Schildfuß, in welchem zwei goldene durch einen goldenen Ring verbundene silberne Schlüssel waagerecht liegen, quadriert mit Herzschild. Letzterer ist mit einer Laubkrone gekrönt und enthält das Stammwappen. Feld 1 in Rot ein silberner Adler mit rotem „W“ auf der Brust; Feld 2 in Silber drei blaue Balken; Feld 3 in Silber ein roter mit einem silbernen Gitter belegter Balken; Feld 4 in Blau auf grünem Hügel ein sitzender silberner Schwan mit aufgehobenen Flügeln. Auf dem Schild die Grafenkrone, darüber drei gekrönte Helme: I. mit rot-silbernen Decken der silberne Adler mit dem W von Feld 1; II. mit rot-silbernen Decken ein wachsender silberner vorwärts gekehrter Bär mit erhobenen Pranken zwischen einem roten Flug; II mit blau-silbernen Decken der Schwan zwischen zwei blauen Büffelhörnern. Als Schildhalter zwei widersehene silberne Bären, jeder eine goldene Lanze mit Standarte haltend, auf der rechts die silbernen Quadtschen Zinnenbalken in Rot, auf der links in Silber die drei blauen Balken.
Wappenabbildungen im Wappenbuch des Westfälischen Adels

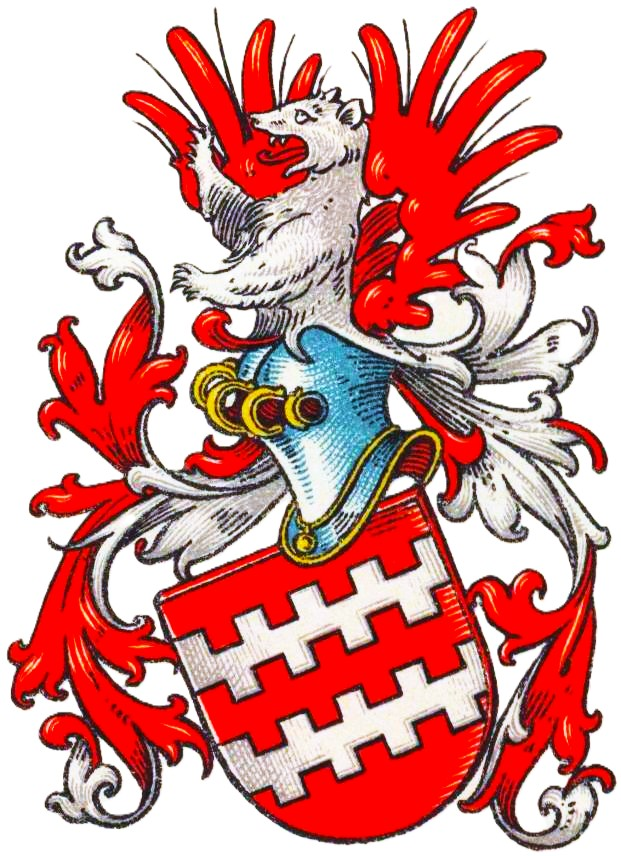
Stammwappen der Quadt
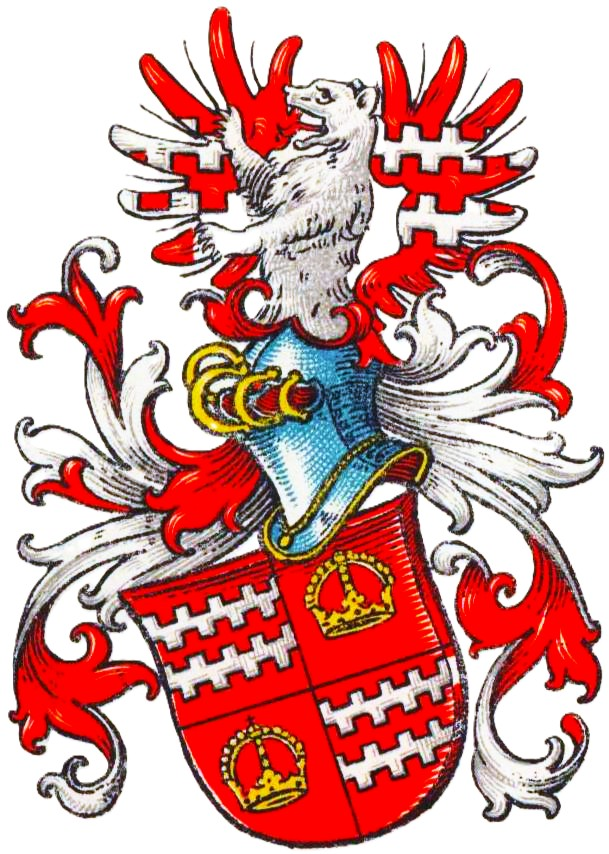
Wappen der Quadt-Landskron, Variante I
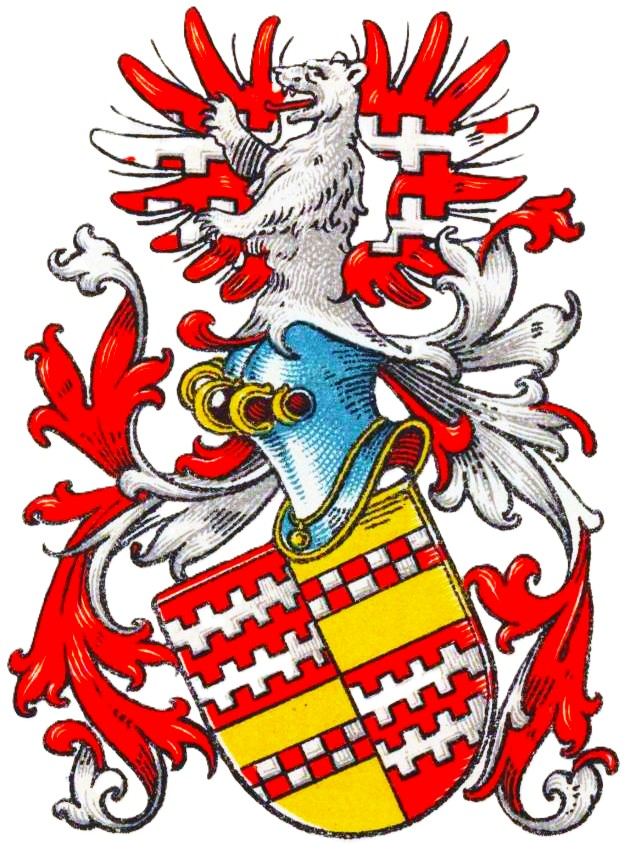
Wappen der Quadt-Landskron, Variante II
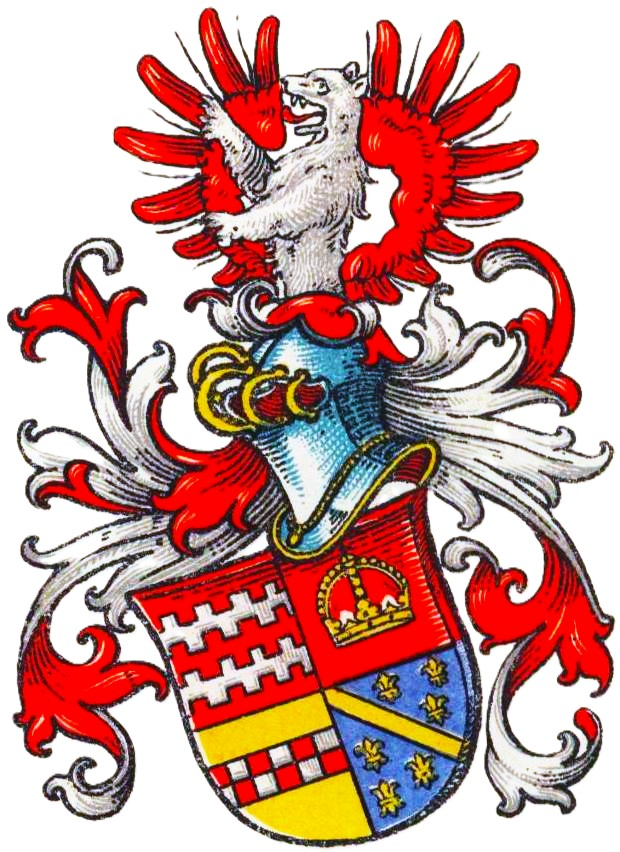
Wappen der Quadt-Landskron, Variante III
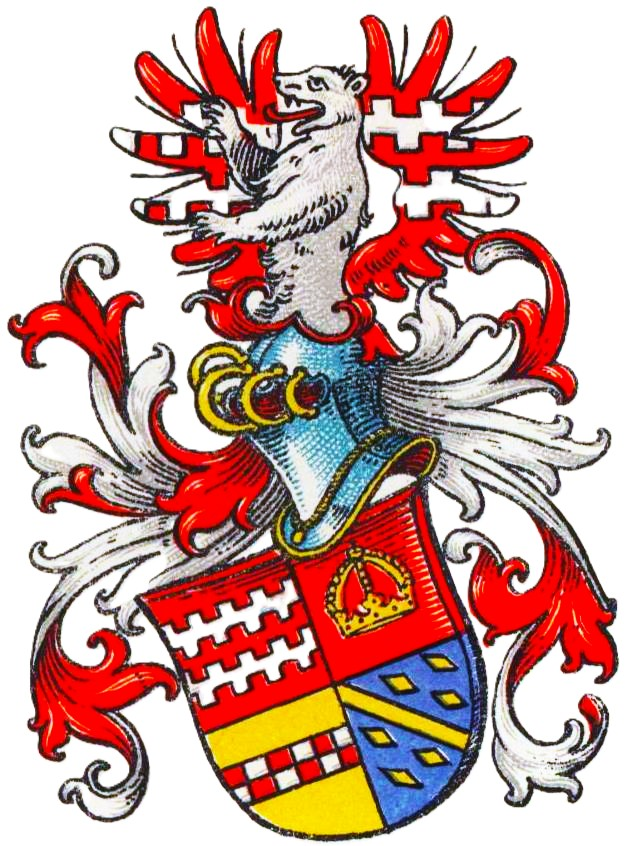
Wappen der Quadt-Landskron, Variante IV
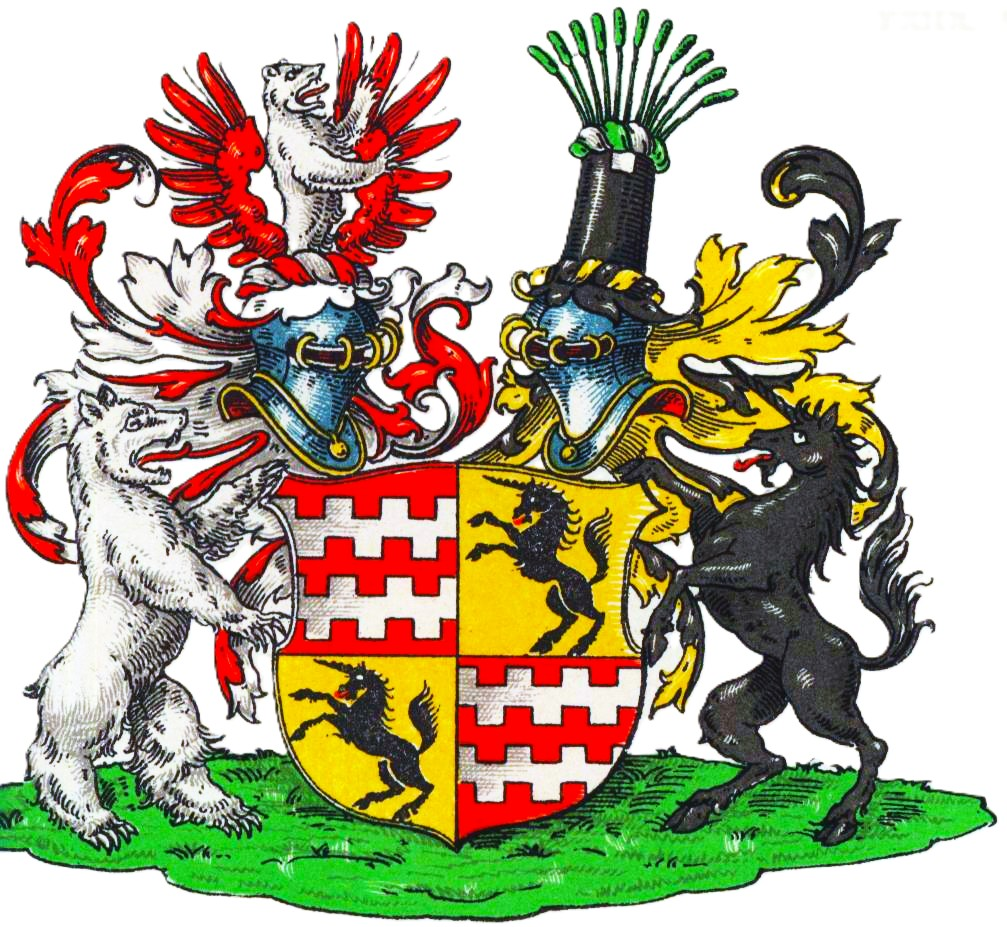
Wappen der Freiherren von Quadt-Hüchtenbruck
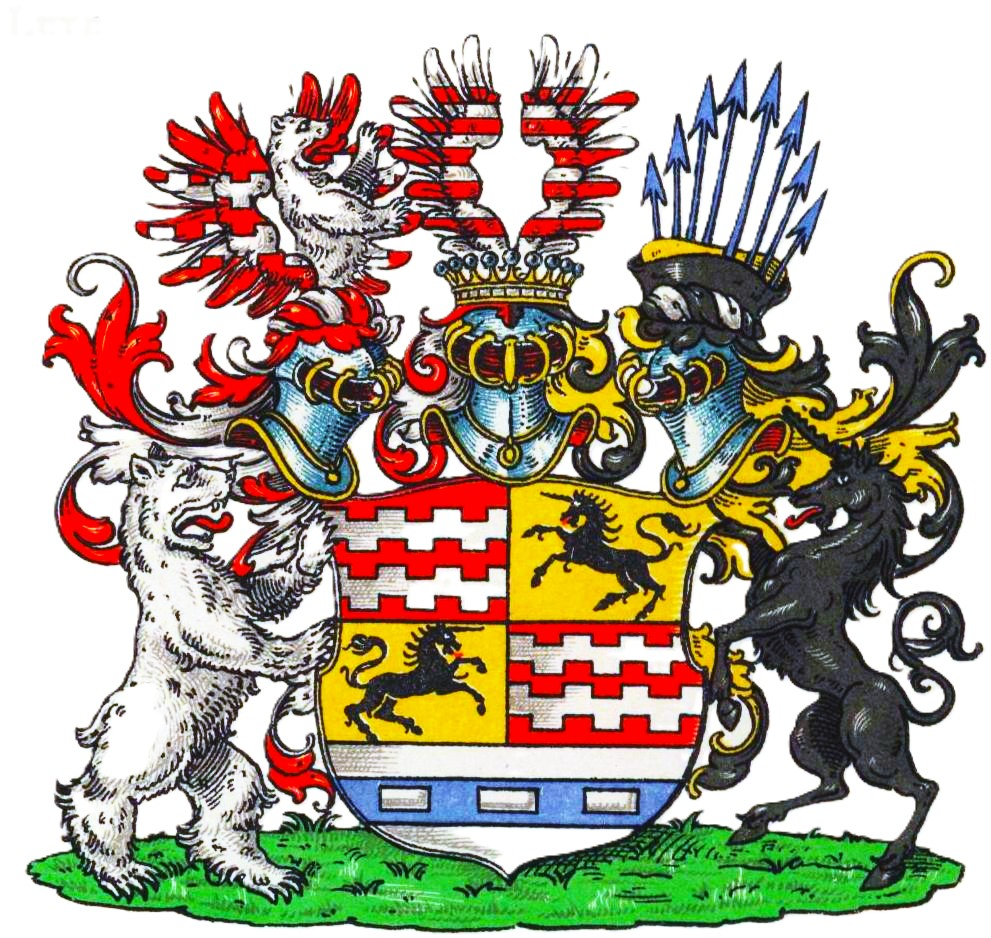
Wappen der Gafen von Quadt-Wyckrath genannt Hüchtenbruck
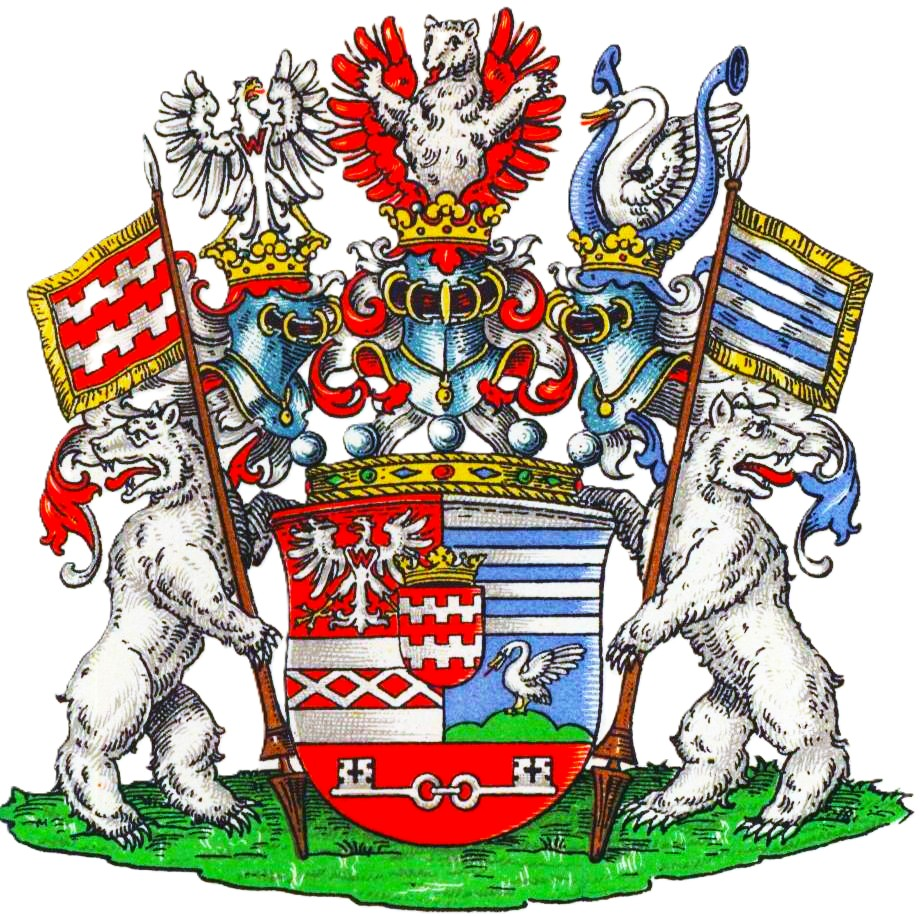
Wappen der Grafen von Quadt-Wyckrath zu Isny

Das Stammwappen ist heute Bestandteil des Stadtwappens der kreisfreien Stadt Mönchengladbach.

## Bekannte Familienmitglieder

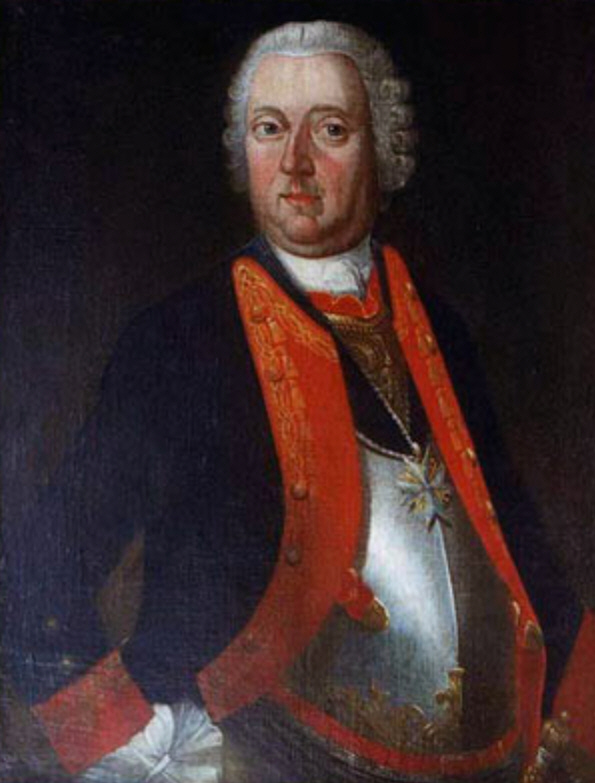
Johann Christian Rölemann Quadt von Wickrath (1699–1756), preuß. Generalmajor

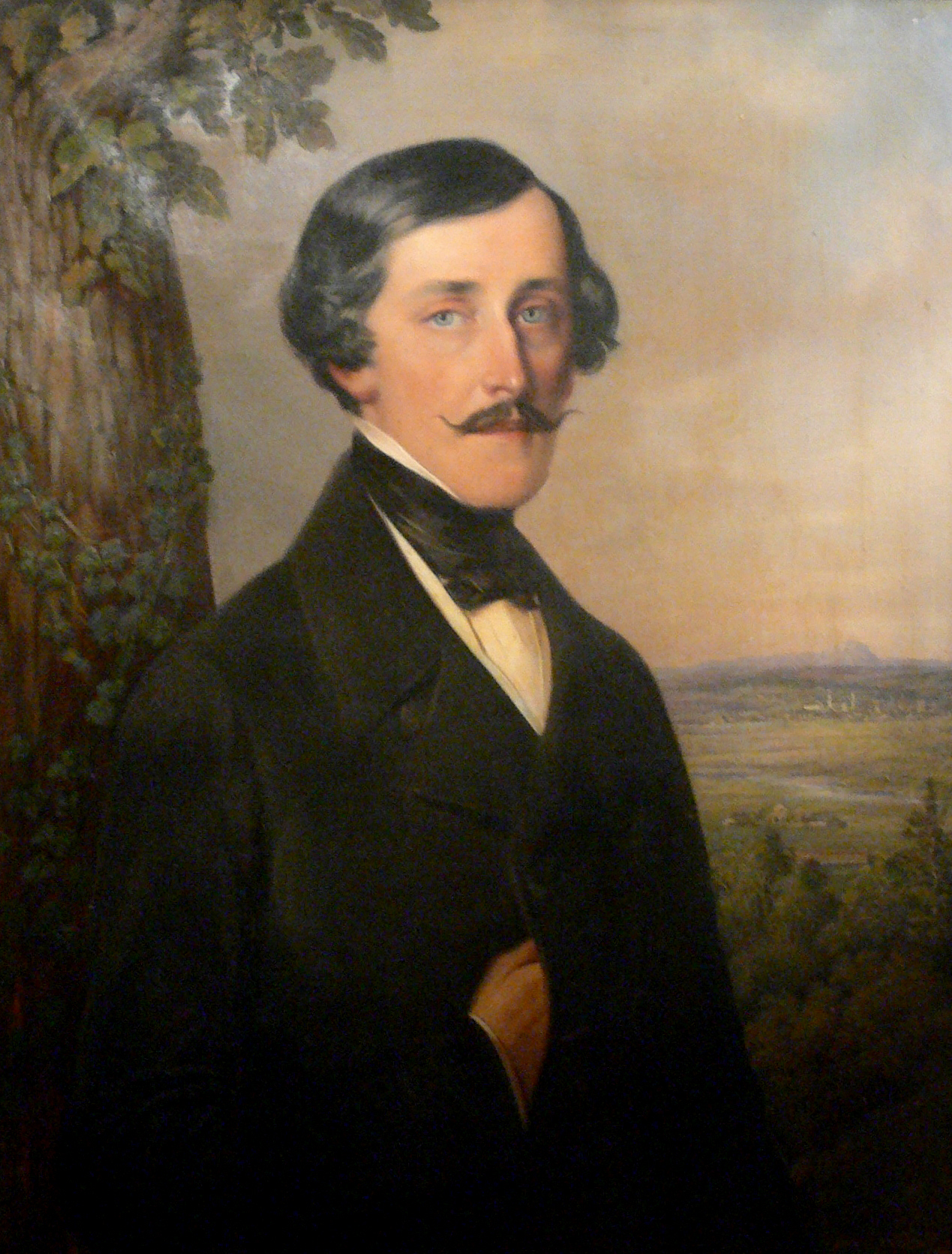
Graf Otto von Quadt-Wykradt-Isny (1817–1899), bayer. Reichsrat

### Ältere Linie
- Wilhelm Otto Friedrich Reichsgraf von Quadt (1717–1785), Erbauer von Schloss Wickrath[6]
  - Otto Wilhelm Graf von Quadt-Wykradt-Isny (1758–1829), Reichsgraf von Wickradt, durch Reichsdeputationshauptschluss Reichsgraf von Isny, 1806 durch die Rheinbundakte zugunsten des Königreichs Württemberg mediatisiert
    - Wilhelm Graf von Quadt-Wykradt-Isny (1783–1849), Herr der Stadt und Herrschaft Isny, württembergischer Kammerherr
      - Otto Graf von Quadt-Wykradt-Isny (1817–1899), Bayerischer Reichsrat und Mitglied der württembergischen Kammer der Standesherren
        - Bertram Graf von Quadt zu Wykradt und Isny (1849–1927), ab 1901 Fürst von Quadt zu Wykradt und Isny, württembergischer Standesherr
          - Alexander Fürst von Quadt zu Wykradt und Isny (1885–1936)
            - Paul Fürst von Quadt zu Wykradt und Isny (1930–2011)
              - Bertram Graf von Quadt zu Wykradt und Isny (* 1966), Journalist, Buchautor

          - Eugen Graf von Quadt zu Wykradt und Isny (1887–1940), war 1933 für kurze Zeit bayerischer Staatsminister für Wirtschaft

      - Friedrich Graf von Quadt-Wykradt-Isny (1818–1892), deutscher Diplomat und Politiker (Zentrum), MdR
        - Julie Gräfin von Quadt zu Wykradt und Isny (1859–1925), Schriftstellerin, Klosterstifterin
        - Albert Graf von Quadt zu Wykradt und Isny (1864–1930), deutscher Jurist, Diplomat, Botschaftsrat

### Jüngere Linie
- Ludwig Alexander Rölemann Reichsfreiherr von Quadt zu Wickrath (1675–1745), preußischer Staatsminister
  - Wilhelm Albrecht Reichsfreiherr von Quadt-Hüchtenbruck († 1757)
    - Otto Ludwig Reichsfreiherr von Quadt-Hüchtenbruck (1739–1793), niederländischer Generalmajor
      - Ludwig Reichsfreiherr von Quadt von Hüchtenbruck (1779–1849), preußischer Generalleutnant
      - Konstantin Reichsfreiherr von Quadt und Hüchtenbruck (1781–1868), preußischer General der Infanterie
        - Konstantin Reichsfreiherr von Quadt und Hüchtenbruck (1825–1881), preußischer Regierungspräsident
          - Alfred Reichsfreiherr von Quadt-Wyckrath-Hüchtenbruck (1862–1928), preußischer Generalleutnant
          - Gustav Reichsfreiherr von Quadt-Wyckrath-Hüchtenbruck (1867–1929), preußischer Landrat[7]

  - Johann Christian Rölemann Reichsfreiherr Quadt von Wickrath (1699–1756), preußischer Generalmajor
  - Friedrich Wilhelm Reichsfreiherr Quadt zu Wickrath (um 1720–um 1765), preußischer Oberst und Kommandeur der Festung Glatz

### Andere Mitglieder
- Wienand Ruttger von Quadt zu Alsbach (17. Jahrhundert), Ritter und Herr des Adelssitzes Haus Alsbach in Engelskirchen
- Johann Sigismund Reichsfreiherr von Quadt zu Buschfeld, Oberchorbischof zu Trier († 1757), Letzter seiner Linie

## Weitere Literatur
- Otto Hupp: Münchener Kalender 1899. Buch und Kunstdruckerei AG, München/Regensburg 1899.
- Arnold Robens: Der Ritterbürtige Landständische Adel des Großherzogthums Niederrhein, dargestellt in Wapen und Abstammungen, Band 1, Aachen 1818, S. 258–279.